# Радио Белград 1
Радио Белград 1 (серб. Радио Београд 1) — сербская радиостанция и первая программа общенациональной радиостанции «Радио Белград». Входит в состав Радио и телевидения Сербии. Эфирное вещание осуществляется с 24 марта 1929 года.

## Программы в эфире
- Доброе утро, дети (серб. Добро јутро децо) — старейшая детская радиопередача в Сербии и на Балканском полуострове
- Новости дня (серб. Новости дана)
- Десять с половиной (серб. Десет и по)
- Фамилиелогия (серб. Фамилиологија)
- Сербский на сербском (серб. Српски на српском)
- Время спорта и развлечений (серб. Време спорта и разоноде) — первый выпуск вышел 13 марта 1960 года[2]
- Караван (серб. Караван)
- В ритме после полудня (серб. У ритму поподнева)
- Неделя (серб. Седмица)
- Дневник (серб. Дневник)